# Bulbophyllum xenosum
Bulbophyllum xenosum är en orkidéart som beskrevs av Jaap J. Vermeulen. Bulbophyllum xenosum ingår i släktet Bulbophyllum och familjen orkidéer. Inga underarter finns listade i Catalogue of Life.